# William W. Cooper
William Wager Cooper (* 23. Juli 1914 in Birmingham, Alabama; † 20. Juni 2012) war ein US-amerikanischer Betriebswirt, der sich mit Operations Research befasste und hier als einer der Pioniere gilt, insbesondere in der Anwendung in der Betriebswirtschaftslehre.

## Leben
Cooper wuchs in Chicago auf und musste aufgrund der Großen Depression die High School verlassen, um seine Familie in verschiedenen Gelegenheitsjobs zu unterstützen, unter anderem als Boxer. Er studierte Betriebswirtschaft an der University of Chicago mit dem Bachelor-Abschluss 1938. Danach war er Buchhalter bei der Tennessee Valley Authority unter seinem Mentor Eric Kohler (1892–1976), Professor an der Northwestern University. Kohler hatte ihn gedrängt ein Universitätsstudium zu beginnen und er wechselte von Physikalischer Chemie zur Betriebswirtschaft, nachdem er in einem Patentprozess als Assistent von Kohler damit punkten konnte, dass er einen mathematischen Fehler in den Patentunterlagen entdeckte. 1940 setzte er sein Studium an der Columbia University fort, unterbrochen vom Zweiten Weltkrieg, in dem er in der Statistik Abteilung des US Bureau of Budget arbeitete. 1944 bis 1946 lehrte er an der Universität Chicago und ab 1946 am Carnegie Institute of Technology in der School of Industrial Administration (der späteren Tepper School of Business der Carnegie Mellon University). Er arbeitete dort unter anderem mit Abraham Charnes und Herbert A. Simon und wurde Professor. Außerdem war er 1949 bis 1950 Assistent von Eric Kohler, der Controller des Marshall Plan war. 1969 wurde er Dekan der School of Urban and Public Affairs an der Carnegie Mellon (heute Heinz College). 1975 wurde er Dickson Professor für Buchhaltung an der Harvard University und 1980 Foster Parker Professor of Management, Finance and Accounting an der University of Texas at Austin. 1993 wurde er emeritiert, blieb aber weiter in der Forschung aktiv.
Er war 1953 Gründungspräsident des The Institute of Management Science (TIMS, seit 1995 mit der Operations Research Society of America fusioniert zum Institute for Operations Research and Management Science). 1981 war er Gründungsherausgeber der Zeitschrift Auditing: A Journal of Practice & Theory. 1986 war er Präsident der Accounting Researchers International Association.
In den 1950er Jahren befasste er sich mit dem Transportproblem.
2006 erhielt er mit Abraham Charnes den INFORMS Impact Prize für ihre Arbeit über Dateneinhüllanalyse (das CCR-Modell ist hier nach Cooper, Charnes und Edwardo L. Rhodes benannt). 1982 erhielt er mit Charmes und Richard Duffin den John-von-Neumann-Theorie-Preis. Er war Fellow der American Association for the Advancement of Science, der Econometric Society und der Operations Research Society of America. 1976 erhielt er ein Ehrendiplom in Harvard und er war dreifacher Ehrendoktor (Carnegie Mellon, Universität Alicante, The Ohio State University).

## Schriften
- mit A. Charnes, A. Henderson: An introduction to linear programming, Wiley 1953 (auch ins Chinesische, Russische und Japanische übersetzt)
  - von ihm und Henderson darin Teil 1: An economic introduction to linear programming
- mit Charnes: Management models and industrial applications of linear programming, 2 Bände, Wiley 1961
- Herausgeber: Data envelopment analysis : theory, methodology, and application, Kluwer 1994
- mit Charnes, R. J. Niehaus: Studies in manpower planning, Washington D. C., Office of Civilian Manpower Management, Dept. of the Navy, 1972
- Herausgeber mit Charnes, R. J. Niehaus: Management science approaches to manpower planning and organization design, North Holland 1978
- Herausgeber mit A. B. Whinston: New Directions in Computational Economics, Kluwer 1994
- mit Lawrence M. Seiford, Kaoru Tone: Introduction to data envelopment analysis and its uses : with DEA-solver software and references, Springer Verlag 2006